# Nina Lwowna Dorliak
Nina Lwowna Dorliak (russisch Нина Львовна Дорлиак; * 24. Junijul. / 7. Juli 1908greg. in St. Petersburg; † 17. Mai 1998 in Moskau) war eine russische Sängerin (Sopran) und enge Freundin und spätere Ehefrau von Swjatoslaw Richter.

## Leben
Nina Dorliak war die Tochter von Leon Dorliac (* 1874; † 1914) und der Sängerin und Professorin am Moskauer Konservatorium Xenia Dorliak, geborene von Fehleisen (* 1881 in St. Petersburg; † 1945 in Moskau), einer ehemaligen Hofdame von Dagmar von Dänemark. Bei ihrer Mutter erhielt sie auch ihre Gesangsausbildung. Sie war die Schwester des Schauspielers Dmitri Dorliak (* 1912; † 1938). Im Jahre 1935 begann sie ihre Karriere als Kammersängerin. 1947 begann sie selbst am Moskauer Konservatorium zu unterrichten.
Zu ihrem Gesangsrepertoire gehörten neben Schumann, Scarlatti oder Debussy vor allem russische Komponisten wie Glinka, Mussorgski, Rachmaninow, Prokofjew und Schostakowitsch. Ihren langjährigen Lebensgefährten, den Pianisten Swjatoslaw Richter, lernte sie 1943 kennen, als dieser, obwohl selbst schon ein Solopianist von Rang, sie bat, sie bei einem Kammerkonzert begleiten zu dürfen. Richter und Nina Dorliak heirateten im Jahre 1946. Bis zu dessen Tod im August 1997 setzten Dorliak und Richter ihre musikalische Zusammenarbeit fort.